# 山田・宝馬古墳群
山田・宝馬古墳群（やまだ・ほうまこふんぐん）は、千葉県山武郡芝山町にある古墳群である。

## 概要
山田・宝馬古墳群は、芝山町の山田・宝馬地区の栗山川の支流高谷川と木戸川に挟まれた標高40 - 45メートルの台地上に分布する古墳群である。
宝馬古墳群には、前方後円墳4基、円墳66基、また山田・朝倉古墳群には、前方後円墳7基、円墳157基が存在していたとされていたが既に多くが消滅し、1981年（昭和56年）の成田国際空港付帯工事に伴う調査では山田・宝馬古墳群全体で現存する古墳は、前方後円墳6基、円墳20基と報告されている。前方後円墳はいずれも墳丘長30 - 40メートルの小規模なものである。
これまで調査された前方後円墳のうち、35号墳（宝馬古墳）は墳丘長30メートルで箱型石棺を有し、鉄鏃が出土、墳丘に円筒埴輪や、人物埴輪・器財埴輪などの形象埴輪をめぐらせていた。65号墳（瓢塚古墳）は墳丘長35メートルで横穴式石室を有し、銅鋺・直刀・金銅耳環・棗玉・ガラス玉が出土した。127号墳は、墳丘長34メートル、後円部径21.6メートル、前方部幅21メートルで、残存していた幅5 - 6.5メートルの周堀が確認され、堀の中から多くの人物や動物の形象埴輪、あるいは円筒埴輪が発見された。特に墳丘の東側のくびれ部から前方部にかけて、多くの形象埴輪が立てられていた。164号墳（にわとり塚古墳）は墳丘長40メートルで、くびれ部に箱型石棺を有し、直刀・銀製刀子・鉄鏃・耳環・馬具等が出土、墳丘に円筒埴輪や、人物・家・動物などの形象埴輪をめぐらせていた。これらの埴輪は房総の古墳に於ける埴輪配列の重要な例となっている。
円墳のなかには箱型石棺を内部施設とするものが多く認められる。また調査された古墳の大半は6世紀後半のもので群集墳的性格が強い。